# Strasbourg
Strasbourg [strazbúr] (francosko Strasbourg, IPA [stʀazbuʀ]; alzaško Strossburi; nemško Straßburg/Strassburg [štrázburg-]) je največje mesto in glavno mesto francoske regije Alzacije, prefektura in občina departmaja Spodnji Ren. Po oceni iz leta 2019 je v mestu živelo 287.000 ljudi. 
Mesto leži v severovzhodnem delu Francije na levem bregu reke Ren in njegovega pritoka Ill tik ob nemško-francoski meji. 
V Evropski uniji ima Strasbourg pomembno vlogo, saj je tu od leta 1949 sedež Sveta Evrope. V mestu je Evropsko sodišče za človekove pravice, pa tudi eno od dveh sedežev Evropskega parlamenta (drugi sedež je v Bruslju). V mestu je tudi sedež Univerze Marc Bloch.
Mesto slovi po prekrasni gotski stolnici in največjem muzeju v Franciji. V zgodovini so ga  zaznamovale različne nemške in francoske oblasti. Njegova zgodovina je bogata in trpinčena, a je pustila izjemno arhitekturno dediščino. Zgodovinsko središče Strasbourga Grande Île (Veliki otok) je od leta 1988 uvrščeno na Unescov seznam svetovne kulturne dediščine. Vključuje tudi stolnico Notre-Dame in območje Petite France (Male Francije).

## Geografija
Strasbourg leži v Alzaški ravnini. Je središče zahodne Evrope, kar mu daje prometne in politične značilnosti. Približno enako je oddaljeno od Atlantika, Baltika in Sredozemskega morja (okoli 750 km) ter tudi od Jadrana in Severnega morja (500 km).
Skozenj teče reka Ill, ki se v samem središču mesta, imenovanem Petite France (Mala Francija], razdeli na pet rokavov. Ob reki Ren, ki teče mimo njega, je mestno pristanišče, ki je za Duisburgom drugo največje na Renu.

## Upravna ureditev
Strasbourg je sedež desetih kantonov:
- Kanton Strasbourg-1 (središče mesta: 23.756 prebivalcev),
- Kanton Strasbourg-2 (Železniška postaja: 21.362 prebivalcev),
- Kanton Strasbourg-3 (Borza, Esplanade, Krutenau: 24.893 prebivalcev),
- Kanton Strasbourg-4 (Quinze: 20.756 prebivalcev),
- Kanton Strasbourg-5 (Robertsau: 22.402 prebivalca),
- Kanton Strasbourg-6 (Cronenbourg, Hautepierre du Wacken, Koenigshoffen: 42.549 prebivalcev),
- Kanton Strasbourg-7 (Meinau, Neudorf – zahod: 25.533 prebivalcev),
- Kanton Strasbourg-8 (Neudorf: 25.518 prebivalcev),
- Kanton Strasbourg-9 (Elsau, Koenigshoffen, Montagne-Verte: 31.331 prebivalcev),
- Kanton Strasbourg-10 (Neuhof, Port du Rhin: 26.015 prebivalcev).

Mesto je prav tako sedež okrožja Strasbourg-Ville, v katero je vključenih njegovih deset kantonov (264.115 prebivalcev), in okrožja Strasbourg-Campagne. V slednjem so kantoni Bischheim, Brumath, Geispolsheim, Hochfelden, Illkirch-Graffenstaden, Mundolsheim, Schiltigheim in Truchtersheim z 264.424 prebivalci.

## Zgodovina
Na ozemlju Strasbourga je bila prvotno galska naselbina, ki je s prihodom Rimljanov postala rimska postojanka Argentoratum. Prvikrat je omenjena leta 12 n. št. in je pripadala rimski provinci Gornja Germanija.
Sredi 4. stoletja so na ozemlje Strasbourga začela vdirati germanska plemena Alemanov. Leta 357 je bila tukaj bitka pri Argentoratu, v kateri je rimska vojska pod poveljstvom Julijana Odpadnika, poznejšega rimskega cesarja, premagala Alemane in zajela njihovega kralja Hnodomarja (Chonodomarius). V zgodnjem 5. stoletju so Alemani ponovno prešli reko Ren, osvojili in naselili ozemlje sedanje Alzacije ter večjega dela Švice.
V 9. stoletju je bilo mesto v lokalnem jeziku znano kot Strazburg, dokumentirano leta 842 v Sacramenta Argentariae. Slednje trojezično besedilo vsebuje poleg latinskega in starega visokonemškega tudi najstarejšo pisano različico galskoromanskega jezika. V latinščini je bilo mesto znano kot Stratisburgum oziroma Strateburgus, v alzaščini Strossburi, prek nemškega Straßburga pa je v francoščini postal Strasbourg.
S poklonitvijo lotarinškega vojvode nemškemu kralju Henriku I. je Strasbourg leta 923 prišel pod Sveto rimsko cesarstvo. Zgodnja zgodovina mesta izpričuje daljše obdobje sporov med nadškofijsko oblastjo in njihovim prebivalstvom, ki je trajalo vse do leta 1262, ko je kralj Filip Švabski po bitki pri Oberhausbergnu podelil Strasbourgu status svobodnega cesarskega mesta.
Revolucija 1332 se je končala s široko osnovano mestno vlado z udeležbo cehov, ob tem pa je Strasbourg razglasil svobodno republiko. Leta 1348 je v mestu kosila morilska bubonska kuga, 14. februarja 1349 pa je sledil pogrom več sto Judov, ki so jih javno zažgali, preostale pa izgnali iz mesta. Vse do konca 18. stoletja je bilo Judom prepovedano ostati v mestu po 10. uri dopoldne, čas za odhod pa je naznanil občinski glasnik z rogom. Nadalje je bila za vsakega konja, ki ga je Jud z dovoljenjem privedel v mesto, uvedena posebna taksa.
Med reformacijo je mesto pod političnim vodstvom Jakoba Sturma von Sturmecka in duhovnim vodstvom Martina Bucerja sprejelo versko učenje Martina Lutra. Njegovi privrženci so ustanovili gimnazijo, ki je v naslednjem stoletju prerasla v univerzo. Strasbourg je bil središče humanizma in zgodnjega tiskanja knjig v Svetem rimskem cesarstvu. Njegov intelektualni in politični vpliv je prispeval k osnovanju protestantizma kot sprejemljivega. Mesto je skupaj s Konstanco, Memmingenom in Lindauom osnovalo tetrapolitansko veroizpoved, ki ji je nato sledila nekoliko spremenjena augsburška veroizpoved.
Po reformi cesarskega ustroja v zgodnjem 16. stoletju in z ustanovitvijo "cesarskih krogov" je Strasbourg postal del Zgornjerenskega kroga, zveze cesarskih posestev na jugozahodu Svetega rimskega cesarstva, v glavnem odgovoren za vzdrževanje vojske, nadzor kovanja denarja in zagotavljanje javne varnosti.
Med tridesetletno vojno je ostal nevtralen. Septembra 1681 ga je zavzel francoski kralj Ludvik XIV., priključitev k Franciji je bila priznana leta 1697 s sporazumom iz Rijswicka. Uradna politika verske nestrpnosti, ki je z Nantskim ediktom (1598) pregnala številne protestante iz Francije, je z njegovim preklicem in novim Fontainebleaujskim ediktom v letu 1685 prizanesla Strasbourgu in celotni Alzaciji. Kljub temu je bila mestna stolnica prenesena z luterancev na rimskokatoliško cerkev, medtem ko je nemška luteranska univerza vztrajala vse do francoske revolucije.
V Strasbourgu je 25. aprila 1792 francoski skladatelj Claude Joseph Rouget de Lisle uglasbil Marseljezo, bojno pesem renske armade, ki je postala francoska državna himna. Ime je dobila po prostovoljcih iz Marseilla, ki so jo peli, ko so korakali v Pariz na pomoč pariškim revolucionarjem. V 19. stoletju je postala revolucionarna pesem vseh evropskih narodov, ki so se borili proti zatiranju.   
Status svobodnega mesta je Strasbourg izgubil, cerkve in samostani so bili močno poškodovani, če ne celo porušeni. Stolnica je izgubila več sto kipcev, ki so bili v 19. stoletju nadomeščeni s kopijami. Leta 1794 je bil govor tudi o rušenju zvonika, ki naj bi žalil načelo enakosti. Stolp je bil rešen, po predlogu meščanov pokrit z velikansko frigijsko kapo.
Z rastjo trgovine in industrije se je število prebivalstva v 19. stoletju povečalo za trikrat in doseglo številko 150.000. Med francosko-prusko vojno sta bila med pruskim obleganjem in bombardiranjem mesta uničena muzej lepih umetnosti in mestna knjižnica z enkratno zbirko srednjeveških rokopisov, redkimi renesančnimi knjigami in rimskimi umetninami. Po koncu vojne je bilo mesto s frankfurtskim mirom brez plebiscita priključeno novoustanovljenemu Nemškemu cesarstvu kot del ozemlja Alzacija - Lotaringija, nemško Reichsland Elsaß-Lothringen. Kot del tega cesarstva je bil tudi obnovljen. Nemška univerza, ustanovljena 1567, zaprta med revolucijo, je bila leta 1872 ponovno odprta. Okoli mesta je bil zgrajen pas čvrstih utrdb, katerih večina stoji še danes: Roon (zdaj Desaix) in Podbielski (zdaj Ducrot) v Mundolsheimu, Moltke (zdaj Rapp) v Reichstettu, Bismarck (zdaj Kléber) v Wolfisheimu, Kronprinz (zdaj Foch) v Niederhausbergnu, Grossherzog von Baden (zdaj Frère) v Oberhausbergnu. Te utrdbe so bile namenjene francoski vojski; v letih 1918 in 1945 so jih uporabili kot taborišča za vojne ujetnike.
Po porazu Nemčije v prvi svetovni vojni sta bila mesto in celotna pokrajina dodeljena Franciji, v začetku druge svetovne vojne pa ga je po padcu Francije 1940 ponovno zavzela Nemčija. Eno prvih uradnih dejanj nacističnih voditeljev je bilo sežig in porušitev glavne sinagoge, ki je krasila arhitekturno podobo mesta in bila ena največjih v Evropi po njeni izgradnji leta 1897. [22. novembra 1944 je mesto osvobodila francoska vojska pod poveljstvom generala Leclerca.
Leta 1920 je Strasbourg postal sedež Centralne komisije za plovbo po Renu, ene prvih evropskih ustanov. Leta 1949 je bilo mesto izbrano za sedež Sveta Evrope skupaj z Evropskim sodiščem za človekove pravice in Evropsko farmakopejo, od leta 1952 pa je uradni sedež Evropskega parlamenta, čeprav so tu le plenarna srečanja, medtem ko se vse drugo odvija v Bruslju in Luksemburgu.
Leta 1992 je Strasbourg postal sedež francosko-nemškega televizijskega kanala in filmske družbe Arte.
Leta 2000 so nemške oblasti preprečile islamski napad na mestno stolnico. 
6. julija 2001 je med koncertom na prostem v Parc de Pourtalès v nevihti padla platana in povzročila eno najhujših nesreč te vrste, pri čemer je bilo mrtvih 13 ljudi, ranjenih pa 97. 27. marca 2007 je bilo mesto spoznano za krivo zaradi neupoštevanja varnosti na prireditvi in oglobljeno s 150.000 evri.

## Znamenitosti

### Arhitektura
Zgodovinsko središče Grande Île (elipsast otok) je bil uvrščen na seznam Unescove svetovne dediščine leta 1988. Ministrstvo za kulturo (z oznako 2014309) je Strasbourg) razglasil tudi za mesto umetnosti in zgodovine. Čeprav so ostanki rimskega mesta skoraj izginili, ohranja izjemno arhitekturno dediščino od srednjega veka do danes.
Mesto je predvsem znano po svoji gotski stolnici iz peščenjaka z znamenito astronomsko uro in po srednjeveški podobi Porenja s stavbami predalčne lesene gradnje, še posebej v četrti Petite France (Mala Francija) ali Gerberviertel ("okrožje usnjarjev") vzdolž reke Ill, po ulicah in trgih okoli stolnice, na katerih izstopa hiša Kammerzell.
Pomembnejše srednjeveške ulice so Rue Mercière,  Rue des Dentelles, Rue du Bain aux Plantes, Rue de Juifs, Rue des Frères, Rue des Tonneliers, Rue du Maroquin, Rue des Charpentiers, Rue des Serruriers, Grand' Rue, Quai des Bateliers, Quai Saint-Nicolas in Quai Saint-Thomas. Pomembni srednjeveški trgi pa so: Place de la Cathédrale, Place du Marché Gayot, Place Saint-Étienne, Place du Marché aux Cochons de Lait in Place Benjamin Zix.
Poleg stolnice je v Strasbourgu še več drugih srednjeveških cerkev, ki so preživele številne vojne in uničenja, ki so pestile mesto: romanska cerkev svetega Štefana (Saint-Etienne), ki je bila delno uničena leta 1944 zaradi zavezniškega bombardiranja, delno romanska, delno gotska, zelo velika  cerkev svetega Tomaža (Église Saint-Thomas) s Silbermannovimi orglami, na katere sta igrala Wolfgang Amadeus Mozart in Albert Schweitzer , gotska protestantska cerkev svetega Petra mlajšega  (Église Saint-Pierre-le-Jeune) s kripto iz 7. stoletja in samostanom delno iz 11. stoletja, gotska cerkev svetega Viljema ( Église Saint-Guillaume) s fino izdelanimi renesančnimi vitraji in pohištvom, gotska cerkev svetega Janeza (Église Saint-Jean), delno gotska, delno secesijska cerkev svete Magdalene (Église Sainte-Madeleine) itd. V cerkvi svetega Petra starejšega domujeta pod eno streho katoliška in protestantska skupnost. Neogotska katoliška cerkev svetega Petra starejšega (Saint-Pierre-le-Vieux Catholique) je hranila več lesenih in pobarvanih oltarjev iz 15. stoletja iz drugih uničenih cerkev in si jih je mogoče ogledati. Med številnimi posvetnimi srednjeveškimi zgradbami izstopa veličastna stara carinska zgradba Ancienne Douane.
Nemška renesansa je zapustila v mestu nekaj omembe vrednih stavb, predvsem Trgovinsko in industrijsko zbornico (Chambre de commerce et d'industrie), prej mestna hiša, na Gutenbergovem trgu, prav tako pa tudi francoski barok in klasicizem z več palačami (hôtels particuliers), med katerimi je Rohanova palača (1742, zdaj sedež treh muzejev) najveličastnejša. Druge zgradbe te vrste so Hôtel de Hanau (1736, danes mestna hiša), Hôtel de Klinglin (1736, zdaj rezidenca prefekta), Hôtel des Deux-Ponts (1755, zdaj prebivališče vojaškega guvernerja), Hôtel d'Andlau-Klinglin (1725, zdaj sedež uprave Port Autonome de Strasbourg) itd. Največja baročna stavba v Strasbourgu je dolga 150 m in je iz 1720-ih, to je glavna stavba javne bolnišnice Hôpital civil. Francoski neoklasicizem predstavljajo Opera na trgu Broglie in večina drugih uglednih zgradb.
V nemški četrti Neustadt prevladuje eklektična arhitektura, pri čemer glavnina spominja na arhitekturo iz časa Viljema I., saj je bila večina večjih mest v Nemčiji med drugo svetovno vojno močno poškodovana. Ulice, bulvarji in drevoredi so enoviti, presenetljivo visoki (do sedem nadstropij) in široki primeri nemške urbane razporeditve. Ta arhitekturni slog je mešanica pet stoletij evropske arhitekture, pa tudi neoegiptovskih, neogrških in neobabilonskih slogov. Nekdanja cesarska palača Palais du Rhin (Renska palača), najbolj politična in s tem močno kritizirana nemška stavba v Strasbourgu, kaže velikost in slogovno trdnost tega obdobja. Dve najlepši in bogato okrašeni stavbi iz teh časov sta Ecole Internationale des Pontonniers (nekdanja Höhere Mädchenschule, dekliški kolidž) s svojimi stolpi, stolpiči in več okroglimi in kvadratnimi vogali in École des Arts décoratifs (Šola za umetno obrt) s svojo bogato okrašeno fasado iz poslikane opeke, lesa in majolike.  
Ta izjemna arhitektura je razlog, da sta pred kratkim mesto in regija Alzacija predlagala Neustadt za uvrstitev na Unescov seznam svetovne dediščine. .
Pomembnejše ulice nemškega okrožja so: Avenue de la Foret Noire, Avenue des Vosges, Avenue d'Alsace, Avenue de la Marseillaise, Avenue de la Liberté, Boulevard de la Victoire, Rue Sellénick, Rue du Général de Castelnau, Rue du Marechal Foch in Rue du Maréchal Joffre. Pomembnejši trgi nemškega okrožja pa so: Trg Republike (Place de la Republique), Trg Univerze (Place de l'Université, Brantov in Arnoldov trg.
Veličastni primeri pruske vojaške arhitekture iz 1880-ih so na obnovljeni ponovno odprti ulici Rempart, to so velike utrdbe, med katerimi so vojna vrata (Kriegstor).
Poleg sodobne arhitekture je v Strasbourgu tudi nekaj finih secesijskih zgradb, kot je velika Palais des Fêtes, hiše in vile, kot sta Villa Schutzenberger in Hôtel Brion, dobrih primerov funkcionalne arhitekture, zgrajenih po drugi svetovni vojni (Cité Rotterdam, za katerega Le Corbusierju ni uspelo na arhitekturnem natečaju) in v Quartier Européen (Evropski četrti) so nekatere spektakularne upravne zgradbe, včasih ogromne, med katerimi je Evropsko sodišče za človekove pravice, ki ga je oblikoval Richard Rogers, verjetno najboljša. Druge opazne sodobne zgradbe so nova glasbena šola Cité de la Musique et de la Danse, Musée d'Art moderne et contemporain in Hôtel du Département, na obrobju mesta pa tudi tramvajska postaja Hoenheim-Nord, ki jo je zasnovala Zaha Hadid.
Mesto ima številne mostove, tudi srednjeveški in štiristolpni Ponts Couverts (Pokriti most), ki kljub svojemu imenu ni več pokrit. Poleg njega je Barrage Vauban (Vaubanova pregrada), del Vaubanove utrdbe iz 17. stoletja, ki ne vključuje pokritega mostu. Drugi mostovi so bogato okrašeni Pont de la Fonderie (Livarski most) (1893, kamen) in Pont d'Auvergne (1892, železo), pa tudi futuristična Passerelle (mostiček) čez Ren arhitekta  Marca Mimrama, odprta leta 2004. S sosednjo Nemčijo ga povezuje Most Evropa, ki je tudi mejni most.
Največji trg v središču mesta je Kléberjev trg. Je na trgovinskem območju in je bil imenovan po generalu Jeanu-Baptistu Kléberju, rojenem v Strasbourgu leta 1753 in umorjenem leta 1800 v Kairu. Na trgu je njegov kip, pod katerim je grobnica z njegovimi ostanki. Na severni strani trga je zgodovinska zgradba, imenovana Aubette, ki jo je zgradil Jacques-François Blondel v letih 1765–1772. Med letoma 1926 in 1928 so jo preuredili Sophie Taeuber-Arp, Jean Arp in De Stijl, umetnik Theo van Doesburg. Delo treh umetnikov je bilo imenovano Sikstinska kapela abstraktne umetnosti. 

### Parki
Strasbourg ima številne znamenite parke, od katerih so številni kulturne in zgodovinske znamenitosti:
- Parc de l'Orangerie je kot francoski vrt uredil André Le Notre in je bil preoblikovan kot angleški vrt po naročilu Josephine de Beauharnais; zdaj je pomemben francoski vrt z neoklasičnim gradom in majhnim živalskim vrtom;
- Parc de la Citadelleje zgrajen okoli veličastnih ostankov utrdbe iz 17. stoletja, postavljene tik ob Renu, ki ga je uredil Vauban; [15]
- Parc de Pourtalès je oblikovan v angleškem slogu okoli baročnega gradu (obnovljen v 19. stoletju), v njem je zdaj manjši hotel s tremi zvezdicami, ponaša se z muzejem na prostem mednarodnega sodobnega kiparstva; [16]
- Jardin botanique de l'Université de Strasbourg (univerzitetni botanični vrt) je bil ustanovljen v okviru nemške uprave ob observatoriju Strasbourg, zgrajen leta 1881, in  ima še vedno v lasti nekaj rastlinjakov iz tistega časa;
- Parc des Contades, najstarejši park v mestu, ki je bil popolnoma predelan po drugi svetovni vojni;
- futuristični Parc des Poteries je primer evropske zasnove parka iz poznih 1990-ih;
- Jardin des deux Rives (park dveh rek), porazdeljen med Strasbourg in Kehl na obeh straneh Rena, je bil odprt leta 2004 in je najobsežnejši (60 hektarjev) park v strnjenem naselju;
- najnovejši Parc du Heyritz (8,7 ha) je bil odprt leta 2014 vzdolž kanala nasproti javne bolnišnice (Hôpital civil).

### Muzeji
Za sorazmerno majhno mesto ima veliko in različne vrste muzejev:

#### Umetniški muzeji
V primerjavi z večino drugih mest so strasbourške zbirke evropske umetnosti razdeljene v več muzejev, ne samo po vrsti in področjih, ampak tudi po dobah. Stari mojstri slikarji z germanskega ozemlja ob Renu in do leta 1681 so v muzeju L'oeuvre Notre-Dame, stari mojstri slikarji z vseh drugih delov Evrope (tudi iz Nizozemske ob Renu) do leta 1871 ter tudi stari mojstri z germanskega ozemlja med letoma 1681 in 1871 so v Muzeju lepih umetnosti (Musée des Beaux-Arts). Stari mojstri grafiki do 1871 so v  Grafičnem kabinetu (Cabinet des estampes et dessins). Dekorativna umetnost do leta 1681 ("nemško obdobje") je  v muzeju L'oeuvre Notre-Dame, dekorativna umetnost od leta 1681 do leta 1871 ("francosko obdobje") v Muzeju dekorativne umetnosti. Mednarodna umetnost (slikarstvo, kiparstvo, grafika) in dekorativna umetnost od leta 1871 sta v Muzeju moderne in sodobne umetnosti (Musée d'art moderne et contemporain) z mestno fotografsko knjižnico.
- Muzej lepih umetnosti (Musée des Beaux-Arts) ima in je lastnik slik znanih slikarjev, kot so: Hans Memling, Goya, Tintoretto, Paolo Veronese, Giotto, Sandro Botticelli, Peter Paul Rubens, Anthony van Dyck, El Greco, Correggio, Cima da Conegliano in Piero di Cosimo.
- Muzej l'oeuvre Notre-Dame (je v delno gotski, delno renesančni stavbi poleg stolnice) ima veliko in priznano zbirko srednjeveške in renesančne zgornjerenske umetnosti, med katerimi so izvirne skulpture, načrti in obarvano steklo iz stolnice ter slike  Hansa Baldunga in  Sebastiana Stoskopffa.
- Muzej moderne in sodobne umetnosti (Musée d'art moderne et contemporain) je eden največjih muzejev te vrste v Franciji.
- Muzej dekorativne umetnosti (Musée des Arts décoratifs) je v nekdanjem razkošnem prebivališču kardinala Rohana v Rohanovi palači, v njem so ugledne zbirke pohištva iz 18. stoletja in porcelana.
- Grafični kabinet (Cabinet des estampes et des dessins) prikazuje pet stoletij grafik in risb, tudi lesoreze in litografije.
- Muzej Tomija Ungererja/Mednarodni center ilustracij (Musée Tomi Ungerer/Centre international de l'illustration) je v nekdanji veliki vili zraven gledališča, v njem so Ungererjeva izvirna dela in dela drugih umetnikov (Saul Steinberg, Ronald Searle ...), pa tudi velika zbirka Ungererjevih starodavnih igrač.

#### Drugi muzeji
- Arheološki muzej (Musée archéologique) predstavlja regionalne najdbe iz prvih obdobij človeka do 6. stoletja in se osredotoča predvsem na rimsko in keltsko obdobje.
- Alzacijski muzej (Musée alsacien) je posvečen tradicionalnemu alzaškemu vsakdanjemu življenju.
- Ladja (Vaisseau) je znanstveni in tehnološki center za otroke.
- Zgodovinski muzej (Musée historique) je namenjen burni zgodovini mesta in številnim najdbam iz srednjega veka, med katerimi je rog, ki je vsak večer ob 22.00 oznanjal, da morajo Judje iz mesta (Grüselhorn).
- Muzej plovbe po Renu (Musée de la Navigation sur le Rhin), imenovan tudi Naviscope, je v stari ladji in je posvečen zgodovini trgovskega prometa po Renu.
- Vudujski muzej (Musée vodou) je odprl svoja vrata 28. novembra 2013. Prikazuje zasebno zbirko predmetov s Haitija in je v nekdanjem vodnem stolpu (château d'eau), zgrajenem leta 1883 ter uvrščen med zgodovinske spomenike.

#### Univerzitetni muzej
Univerza v Strasbourgu ima več stalnih javnih predstavitev svojih zbirk znanstvenih predmetov in izdelkov vseh vrst raziskovanj in odkritij. 
- Zoološki muzej (Musée zoologique) je eden najstarejših v Franciji in je še posebej znan po svoji zbirki ptic. Muzej sočasno upravlja občina.
- Muzej mavčnih odlitkov (Gypsothèque, znan tudi kot Musée des Moulages) je druga največja zbirka mavčnih odlitkov in največja zbirka odlitkov v Franciji.
- Muzej seizmoloških instrumentov in instrumentov zemeljskega magnetizma (Musée de Sismologie et magnetisme terrestre) prikazuje starinske merilne instrumente.
- Pasteurjev muzej, v njem je zbirka medicinskih zanimivosti.
- Mineraloški muzej, v njem je zbirka mineralov.
- Egiptološki muzej ima zbirko arheoloških najdb, najdenih in prinesenih iz Egipta in Sudana.
- Kripta zvezd (Crypte aux étoiles) je v obokani kleti pod observatorijem v Strasbourgu in prikazuje stare teleskope in druge starinske astronomske naprave, kot so ure in teodoliti.

## Knjižnice
Narodna in univerzitetna knjižnica (Bibliothèque nationale et Universitaire)  je s svojo zbirko več kot 3.000.000 naslovov  druga največja knjižnica v Franciji za Narodno francosko knjižnico (Bibliothèque nationale de France). Ustanovila jo je nemška uprava po popolnem uničenju prejšnje občinske knjižnice leta 1871 in ima poseben status: je hkrati študentska in narodna knjižnica. Občinska knjižnica v Strasbourgu je bila na francoskem gospodarskem zemljevidu napačno označena kot "mestna hiša", zato je bila cilj nemškega topništva. Knjižničar iz Münchna je poudaril, "... da za uničenje dragocene zbirke ni bil kriv nemški topniški častnik, ki se uporabljal francoski zemljevid, ampak nevesten in netočen francoski strokovnjak."
Občinska knjižnica (Bibliothèque municipale de Strasbourg) je skrbnica mreže desetih osrednjih knjižnic na različnih območjih mesta. Šest nadstropij visoka Velika knjižnica (Grande Bibliothèque),  Mediateka Andréja Malrauxja (Médiathèque André Malraux) je bila odprta 19. septembra 2008 in velja za največjo v vzhodni Franciji. 

### Inkunabula
Strasbourg je kot eden prvih centrov tiskanja knjig v Evropi v svoji knjižnici dolgo časa imel veliko inkunabul – dokumentov, natisnjenih pred letom 1500, kot eno svojih najdragocenejših dediščin. Po njegovem popolnem uničenju leta 1870 je morala nova zbirka nastati znova. Danes različne javne in institucionalne knjižnice Strasbourga spet prikazujejo precej inkunabul, razdeljenih takole: Narodna in univerzitetna knjižnica okoli  2098 , Mestna in občinska mediateka 394 , Bibliothèque du Grand Séminaire 238, Protestantska mediateka 94 in Bibliothèque alsatique du Crédit Mutuel 5. 

## Evropske ustanove
Strasbourg je sedež več kot 20 mednarodnih ustanov, najslavnejši sta Svet Evrope in Evropski parlament, za katere je uradni sedež. Strasbourg je zakonodajna in demokratična prestolnica Evropske unije, medtem ko je Bruselj izvršilno in upravno središče, Luksemburg pa sodno in finančno središče.
V Strasbourgu imajo sedež te organizacije:
- Centralna komisija za plovbo po Renu (Central Commission for Navigation on the Rhine) (od leta 1920)
- Svet Evrope z vsemi organi in organizacijami, povezanimi z njim (od leta 1949)
- Evropski parlament (od leta 1952)
- Evropski varuh človekovih pravic
- Eurocorps
- Francosko-nemška televizija Arte (Association relative à la télévision européenne)
- Evropska znanstvena fundacija (European Science Foundation – ESF)
- Mednarodni inštitut za človekove pravice (International Institute of Human Rights, francosko Institut international des droits de l'homme – IIDH)
- Frontier Science Program Human (francosko Frontière humaine)
- Mednarodna komisija za osebni status (International Commission on Civil Status – ICCS, francosko Commission internationale de l'état civil – CIEC)
- Skupščina evropskih regij (Assembly of European Regions – AER)
- Center za evropske študije (francosko Centre d'études européennes de Strasbourg)
- Saharova nagrada (Sakharov Prize for Freedom of Thought)

## Pomembni prebivalci
Pomembni ljudje, rojeni v Strasbourgu, so: Eric of Friuli, Johannes Tauler, Sebastian Brant, Jean Baptiste Kléber, Louis Ramond de Carbonnières, François Christophe Kellermann, Marie Tussaud, Ludwig I of Bavaria, Charles Frédéric Gerhardt, Louis-Frédéric Schützenberger, Gustave Doré, Émile Waldteufel, Jean/Hans Arp, Charles Münch, Hans Bethe, Maurice Kriegel-Valrimont, Marcel Marceau, Tomi Ungerer, Arsène Wenger, Petit in Matt Pokora.
Pomembni prebivalci Strasbourga so: Johannes Gutenberg, Hans Baldung, Martin Bucer, John Calvin, Joachim Meyer, Johann Carolus, Johann Wolfgang Goethe, Jakob Michael Reinhold Lenz, Klemens Wenzel von Metternich, Georg Büchner, Louis Pasteur, Ferdinand Braun, Albrecht Kossel, Georg Simmel, Albert Schweitzer, Otto Klemperer, Marc Bloch, Alberto Fujimori, Marjane Satrapi, Paul Ricoeur in Jean-Marie Lehn.

## Šport
V mestu je po javnih cestah v sezoni 1921 potekala dirka za veliko nagrado Francije, na kateri je zmagal italijanski dirkač Felice Nazzaro s fiatom 804.

## Pobratena mesta
Strasbourg je pobraten z mesti:
- Boston, ZDA, od 1960[27][28]
- Leicester, Združeno kraljestvo, od 1960[27][29][30]
- Stuttgart, Nemčija, od 1962[27][31]
- Dresden, Nemčija, od 1990[27][32]
- Ramat Gan, Izrael, od 1991[27][33]
- Oran, Alžirija, od 2013 [34]

Strasbourg ima sporazume o sodelovanju z mesti:
- Jacmel, Haiti, od 1996 (decentralizirano sodelovanje)
- Veliki Novgorod, Rusija, od 1997 (decentralizirano sodelovanje)
- Fes, Maroko (decentralizirano sodelovanje)
- Carigrad, Turčija
- Chlef,  Alžirija

Mesto je prav tako sklenilo sporazume o sodelovanju z mesti: :
- Brno, Češka
- Bukarešta, Romunija
- Krakov, Poljska
- Sofija, Bolgarija
- Split, Hrvaška
- Varšava, Poljska
- Périgueux, Francija[36]

## Kultura

### V filmu
- Začetni prizori filma Ridleyja Scotta The Duellists (Dvobojevalci) (1977) so bili za leto 1800 posneti v Strasbourgu.
- Španski film In the City of Sylvia (V Sylvijinem mestu) (1980) se dogaja v Strasbourgu.
- Zgodnji februar 2011, glavno snemanje za Sherlocka Holmsa: Igra senc (2011) je bila za dva dni prestavljena v Strasbourg. Streljanje je bilo okoli in v notranjosti stolnice. Uvodni prizor filma je atentat – bombni napad v mestu.

### V literaturi
- Eno izmed najdaljših poglavij romana Laurencea Sterna Tristram Shandy (1759–1767), Slawkenbergiusova pravljica, se odvija v Strasbourgu. [37]
- Epizoda romana The Monk (Menih), Matthewa Gregoryja Lewisa (1796) se odvija v gozdovih v okolici Strasbourga.

### V glasbi
- Wolfgang Amadeus Mozart je svoj tretji violinski koncert (1775) imenoval Strassburger Konzert zaradi enega njegovih najpomembnejših motivov, ki temelji na lokalnem menuetu kot plesu, ki se je že pojavil kot melodija v simfoniji Carla Dittersa von Dittersdorfa. [38] Ni pa povezan z Mozartovim naslednjim bivanjem v Strasbourgu (1778), kjer je imel tri koncertne nastope na klavirju.
- Britanski art-pank ansambel The Rakes je imel manjši hit leta 2005 s skladbo Strasbourg. To je duhovita pesem o vohunjenju in vodki ter  štetjem "eins, zwei, drei, vier !!", čeprav je v Strasbourgu govorijo francosko.
- Na album iz leta 1974 Hamburger Concerto je nizozemska progresivna skupina Focus uvrstila tudi skladbo z naslovom La Cathédrale de Strasbourg, v katero je vključila stolnične zvonove.
- Strasbourška pita, ki vsebuje foie gras,  je omenjena na koncu muzikala Cats Andrewa Lloyda Webbra.
- Več del je posebej namenjenih stolnici v Strasbourgu, posebej začasne skladbe (maše, moteti itd.) dirigenta Franza Xaverja Richterja in Ignaza Pleyela in v zadnjem času It is Finished Johna Tavenerja in Details on the Strasbourg Rosace Spencerja Topela.